# Michael McFarlane
Michael McFarlane (2. května 1960 – 6. června 2023) byl britský atlet, běžec, sprinter.
K jeho prvním úspěchům patřila kompletní medailová sbírka z juniorského mistrovství Evropy v roce 1979 (zlato na 200 metrů, stříbro ze štafety na 4 × 100 metrů a bronz z běhu na 100 metrů). Na olympiádě v Moskvě v roce 1980 byl členem britské štafety na 4 × 100 metrů, která doběhla čtvrtá, v Los Angeles o čtyři roky později skončil s kolegy ve finále sprinterské štafety sedmý. V roce 1985 se stal halovým mistrem Evropy v běhu na 60 metrů. Z evropského šampionátu ve Stuttgartu v roce 1986 si dovezl bronzovou medaili z běhu na 4 × 100 metrů. Na olympiádě v Soulu v roce 1988 skončila britská sprinterská štafeta s McFarlanem druhá.